# Melitaea catamesoides
Melitaea catamesoides är en fjärilsart som beskrevs av Ruggero Verity 1950. Melitaea catamesoides ingår i släktet Melitaea och familjen praktfjärilar. Inga underarter finns listade i Catalogue of Life.